# Family Style
Family Style es un álbum de estudio de The Vaughan Brothers, dúo formado por los hermanos Jimmie y Stevie Ray Vaughan. El disco fue publicado el 25 de septiembre de 1990 por Epic Records, un mes después del trágico fallecimiento de Stevie Ray en un accidente de helicóptero. 

## Lista de canciones
1. "Hard to Be" (Stevie Ray Vaughan, Doyle Bramhall) – 4:43
2. "White Boots" (Billy Swan, Jim Leslie, Deborah Hutchenson) – 3:50
3. "D/FW" (Jimmie Vaughan) – 2:52
4. "Good Texan" (J. Vaughan, Nile Rodgers) – 4:22
5. "Hillbillies from Outerspace" (J. Vaughan, S. R. Vaughan) – 3:42
6. "Long Way from Home" (S. R. Vaughan, D. Bramhall) – 3:15
7. "Tick Tock" (J. Vaughan, Rodgers, Jerry Lynn Williams) – 4:57
8. "Telephone Song" (S. R. Vaughan, Bramhall) – 3:28
9. "Baboom/Mama Said" (J. Vaughan, S. R. Vaughan, Denny Freeman) – 4:29
10. "Brothers" (J. Vaughan, S. R. Vaughan) – 5:05

## Créditos
- Jimmie Vaughan – guitarra, voz
- Stevie Ray Vaughan – guitarra, voz
- Al Berry – bajo
- Larry Aberman – batería
- Doyle Bramhall – batería
- Nile Rodgers – guitarra, producción
- Richard Hilton – órgano
- Tawatha Agee – voz
- Frank Simms – voz
- George Simms – voz
- Brenda White-King – voz
- Curtis King Jr. – voz
- Preston Hubbard – bajo